# Sri-lankische Fußballnationalmannschaft (U-20-Männer)
Die sri-lankische Fußballnationalmannschaft der U-20-Männer ist die Auswahl sri-lankischer Fußballspieler der Altersklasse U-20, die die Football Federation of Sri Lanka auf internationaler Ebene, beispielsweise in Freundschaftsspielen gegen die Junioren-Auswahlmannschaften anderer nationaler Verbände, aber auch bei der U-19-Asienmeisterschaft des Kontinentalverbandes AFC oder der U-20-Weltmeisterschaft der FIFA repräsentiert. Größter Erfolg der Mannschaft war das Erreichen des Viertelfinals bei der Asienmeisterschaft 1967.

## Teilnahme an Junioren- und U-20-Weltmeisterschaften
| Junioren-Weltmeisterschaft - 1977: nicht qualifiziert - 1979: nicht qualifiziert - 1981: nicht qualifiziert - 1983: nicht qualifiziert - 1985: nicht qualifiziert - 1987: nicht qualifiziert - 1989: nicht qualifiziert - 1991: nicht qualifiziert - 1993: nicht qualifiziert - 1995: nicht qualifiziert - 1997: nicht qualifiziert - 1999: nicht qualifiziert | - 2001: nicht qualifiziert - 2003: nicht qualifiziert - 2005: nicht qualifiziert U-20-Weltmeisterschaft - 2007: nicht qualifiziert - 2009: nicht qualifiziert - 2011: nicht qualifiziert - 2013: nicht qualifiziert - 2015: nicht qualifiziert - 2017: nicht qualifiziert - 2019: nicht qualifiziert - 2021: nicht qualifiziert |

## Teilnahme an U-19-Asienmeisterschaften
| - 1959: 8. Platz - 1960: nicht qualifiziert - 1961: Vorrunde - 1962: nicht qualifiziert - 1963: Vorrunde - 1964 (Teilnehmer unbekannt) - 1965: nicht qualifiziert - 1966: Vorrunde - 1967: Viertelfinale - 1968: nicht qualifiziert - 1969: Vorrunde - 1970 (Teilnehmer unbekannt) - 1971: nicht qualifiziert - 1972: Vorrunde | - 1973 (Teilnehmer unbekannt) - 1974 (Teilnehmer unbekannt) - 1975: nicht qualifiziert - 1976: Vorrunde - 1977: nicht qualifiziert - 1978: Vorrunde - 1980: nicht qualifiziert - 1982: nicht qualifiziert - 1985: nicht qualifiziert - 1986: Vorrunde - 1988: nicht qualifiziert - 1990: nicht qualifiziert - 1992: nicht qualifiziert - 1994: nicht qualifiziert | - 1996: nicht qualifiziert - 1998: nicht qualifiziert - 2000: nicht qualifiziert - 2002: nicht qualifiziert - 2004: nicht qualifiziert - 2006: nicht qualifiziert - 2008: nicht qualifiziert - 2010: nicht qualifiziert - 2012: nicht qualifiziert - 2014: nicht qualifiziert - 2016: nicht qualifiziert - 2018: nicht qualifiziert - 2021: nicht qualifiziert |